# Petra Priemer
Petra Priemer (Lipsia, 6 febbraio 1961) è un'ex nuotatrice tedesca orientale che gareggiò alle Olimpiadi di Montreal del 1976.
In quella occasione vinse la medaglia d'argento nei 100 metri stile libero e nei 4 × 100 metri stile libero.
Vinse anche la medaglia di bronzo nei 100 metri stile libero ai Campionati Europei di nuoto del 1977.